# Raymond S. Bradley
Raymond S. "Ray" Bradley (1948) es un climatólogo y profesor universitario distinguido en el Departamento de Geociencias en la Universidad de Massachusetts Amherst, donde es también director de investigaciones del Centro de Estudios de Sistemas de Clima. El trabajo de Bradley indica que el calentamiento del sistema climático de la Tierra, en el siglo XX, es inexplicable a través de los mecanismos naturales.

## Biografía
Bradley fue un autor que contribuye al IPCC TAR . Bradley trabajó en reconstrucciones del registro de temperatura del último milenio, con Michael E. Mann y Malcolm K. Hughes, un eminente dendrólogo. Esa obra (por lo cual es públicamente conocido, aunque científicamente sus contribuciones de los registros de temperatura de la superficie son sólo igualadas por Phil Jones) figuró prominentemente en el IPCC TAR SPM. En 2005, la Cámara de Representantes con su Comité de Energía y Comercio, Rep. Joe Barton (R-Texas) demandó a Bradley a proveer una contabilidad detallada de los datos y la financiación de su investigación sobre el cambio climático. Barton específicamente le preguntó sobre las respuestas a varios argumentos hechos por Stephen McIntyre y Ross McKitrick acerca de los artículos de Mann, Bradley y Hughes. Las respuestas de Bradley, afirmó que McIntyre y McKitrick no erraban, y recomendó un comentario de Gavin Schmidt en RealClimate (Gavin Schmidt. «Dummies guide to the latest "Hockey Stick" controversy».) de proporcionar una guía muy buena para las cuestiones.

## Intereses y actividades
Los intereses de Bradley incluyen variabilidad y cambio climático

## Honores
Miembro de
- RealClimate blog. Bradley contribuye a la discusión pública sobre la conjetura del calentamiento global; en 2002 fue entrevistado por la CNN sobre la historia de "fusión de glaciares del Kilimanjaro".[5]

## Algunas publicaciones

### Libros
- raymond s. Bradley. 2011. Global Warming and Political Intimidation: How Politicians Cracked Down on Scientists As the Earth Heated Up. Edición ilustrada de Univ. of Massachusetts Press, 167 pp. ISBN 1558498699

- keith d. Alverson, raymond s. Bradley, thomas f. Pedersen. 2003. Paleoclimate, Global Change, and the Future. Global Change--The Igbp Series. Edición ilustrada de Springer, 220 pp. ISBN 3540424024 en línea

- raymond s. Bradley, n.e. Law. 2001. Climate Change and Society". Stanley Thornes, Cheltenham. 108 pp. ISBN 0748758232 en línea

- -----------------------------. 1999. "Paleoclimatology: Reconstructing Climates of the Quaternary". Academic Press, San Diego. (ed. título y Tabla de Contenidos) 613 pp. ISBN 012124010X en línea

- h.f. Diaz, m. Beniston, r.s. Bradley. 1997. "Climatic Change at High Elevation Sites". Kluwer Academic, Dordrecht

- raymond s. Bradley, phil d. Jones (eds.) 1992. "Climate Since A.D. 1500". Routledge, Londres [edición revisada, 1995, con capítulo adicional] (ed. título y Tabla de Contenidos) 706 pp. ISBN 0415120306 en línea

- -----------------------------. 1991. Global Changes of the Past: Papers Arising from the 1989 OIES Global Change Institute Snowmass, Colorado 4 de julio - 4 de agosto 1989. Editor UCAR/Office for Interdisciplinary Earth Studies, 514 pp.

- -----------------------------. 1985. "Quaternary Paleoclimatology: Methods of Paleoclimatic Reconstruction". Chapman & Hall, Londres. 485 p. ISBN 0045510687

- -----------------------------. 1985. A Climatic Data Bank for Northern Hemisphere Land Areas, 1851-1980. Editor U.S. Dep. of Energy, Office of Energy Res. 335 p.

- -----------------------------. 1976. "The Precipitation History of the Rocky Mountains. Westview Press, Boulder"

- -----------------------------. 1974. Secular Changes of Precipitation in the Rocky Mountains and Adjacent Western States. Editor Univ. of Colorado, 888 pp.

### Artículos
- —, Hughes M.K., Diaz H.F. (octubre de 2003). «Climate change. Climate in Medieval time». Science 302 (5644): 404-5. PMID 14563996. doi:10.1126/science.1090372.
- Weiss H., Bradley R.S. (enero de 2001). «Archaeology. What drives societal collapse?». Science 291 (5504): 609-10. PMID 11158667. doi:10.1126/science.1058775.
- — (junio de 2001). «Letter: Many citations support global warming trend». Science 292 (5524): 2011. PMID 11411489. doi:10.1126/science.292.5524.2011a.
- — (2000). «1000 Years of climate change». Science 288 (5470): 1353-4. doi:10.1126/science.288.5470.1353.